# 本布台台遗址
本布台台遗址，位于中国青海省湟中县多巴镇王家庄村，为第四批青海省文物保护单位，公布日期为1986年5月27日，类型为古遗址。
本布台台遗址的历史年代为马家窑类型。